# Werner von Baden-Lenzburg
Graf Werner von Baden-Lenzburg (* vor 1125; † vor 1167) war Reichsvogt von Zürich, Graf im Aargau, im Zürichgau des Bleniotales und der Leventina.

## Familie
Graf Werner gehörte zur Familie der Grafen von Lenzburg. Sein Vater war Arnold II. von Lenzburg. Nach einer Spaltung der Familie in zwei Zweige in der Generation seines Vaters nannte er sich „von Baden“, verfügte über die Burg in Baden AG und die Burg Baldern und hatten die Rechte im östlichen Teil des Lenzburger Herrschaftsbereichs inne.

## Wirken
Werner ist erstmals 1140 dokumentiert, als er einem Heer angehörte, mit dem König Konrad III. gegen Welf VI. kämpfte und die Burg Weinsberg nahe Heilbronn belagerte. Weiter folgte er einem Aufruf des schwäbischen Herzogs  Friedrich II. zu einem Landtag im selben Jahr. Ab der Reichsversammlung in Worms 1145 ist er mehrfach am Hof König Konrads III. belegt, auch bei den Reichsversammlungen, die 1147 den Zweiten Kreuzzug vorbereiteten. Es wird deshalb angenommen, dass er daran teilnahm, auch wenn direkte Zeugnisse dazu fehlen. Der Kreuzzug endete 1149.
Vermutlich nach dem Kreuzzug – der Zeitpunkt ist unbekannt – erhielt er das Bleniotal und Leventina-Tal vom König zu Lehen. Als Hintergrund wird vermutet, dass Konrad III. damit den Alpenübergang für einen geplanten Italienzug über den Lukmanierpass sichern wollte. Zu dem Italienzug kam es aber nicht mehr: Konrad III. starb 1152. Unter dessen Nachfolger, König Friedrich I. (Barbarossa), hielt Werner sich weiter im Umfeld des neuen Königs auf, so bereits im Juli und August 1152 in Ulm oder bei der Reichsversammlung in Worms an Pfingsten 1153. Weitere Urkunden belegen zunächst seinen häufigen Aufenthalt am Hof Friedrich Barbarossas bis 1156. Dann bricht diese Reihe dicht belegter Aufenthalte am Königshof komplett ab.